# Saeco (ciclismo)
La Saeco, già Gis Gelati e Mercatone Uno, era una squadra maschile italiana di ciclismo su strada, attiva nel professionismo dal 1989 al 2004.
Sponsorizzata prima da Gis Gelati (1990-1991) e Mercatone Uno (1992-1995), e poi da Saeco (1996-2004), ebbe tra le sue file numerosi ciclisti di fama: si ricordano Mario Cipollini, vincitore con la squadra di 24 tappe del Giro d'Italia e 11 del Tour de France fra 1994 e 2001, ma anche Ivan Gotti, Gilberto Simoni e Damiano Cunego, vincitori rispettivamente dei Giri 1997, 2003 e 2004.

## Storia
La squadra venne fondata nel 1989 con licenza sammarinese e sotto il nome di Verynet-FNT-Juvenes San Marino, essendo gestita dall'AS Juvenes. Tra 1990 e 1991 la formazione si ampliò grazie al contributo degli sponsor Gis Gelati e Benotto, partecipando per la prima volta, nel 1990, al Giro d'Italia, e ottenendo l'anno dopo il primo successo nella "Corsa rosa" a opera di Silvio Martinello.
A Gis Gelati subentrò a inizio 1992 la Mercatone Uno; nella stessa stagione debuttarono da professionisti Michele Bartoli e Francesco Casagrande. Nel 1993 Adriano Baffi con tre successi in volata diede alla squadra la vittoria nella classifica a punti del Giro d'Italia. Per l'anno seguente arrivò un nuovo sponsor secondario, l'azienda bolognese di elettrodomestici Saeco, e la squadra fu invitata per la prima volta al Tour de France. Venne inoltre messo sotto contratto il forte velocista Mario Cipollini il quale però, a causa di una caduta in aprile alla Vuelta a España, dovette restare fuori dalle gare per sei mesi. Ristabilitosi, nel 1995 Cipollini tornò protagonista aggiudicandosi due frazioni al Giro d'Italia e due al Tour de France. Mercatone Uno lasciò a fine anno (tornerà nel ciclismo nel 1997 per sponsorizzare un'altra squadra, nata dalle ceneri della Carrera), e il ruolo di primo sponsor passò a Saeco.

Ivan Gotti (al centro) vincitore al Giro d'Italia 1997, il primo per la Saeco.

La nuova Saeco si mise in evidenza negli anni seguenti soprattutto grazie alle volate di Cipollini, condotto spessissimo dal "treno rosso" dei suoi apripista: dal 1996 al 2001 il velocista toscano dominò gli sprint mondiali, conquistando ben ventidue tappe al Giro d'Italia e nove al Tour de France. Spiccano nel computo i cinque successi parziali e la vittoria della classifica a punti al Giro d'Italia 1997, e le quattro tappe vinte consecutivamente al Tour de France 1999. Proprio al Giro 1997 la vittoria finale andò a un altro uomo Saeco, Ivan Gotti, che strappò la maglia rosa a Pavel Tonkov nella tappa di Cervinia difendendo poi il primato fino a Milano. A fine 1998 Gotti passò al Team Polti: con la nuova maglia vinse il Giro d'Italia 1999 davanti al nuovo capitano Saeco Paolo Savoldelli; quest'ultimo fu leader del team rosso anche ai Giri 2000 e 2001, ma in entrambe le edizioni non riuscì a entrare tra i migliori dieci. Sempre nel 2001, la squadra non fu invitata al Tour de France (si disse a causa del fatto che Cipollini non avesse mai completato la corsa nelle edizioni precedenti).

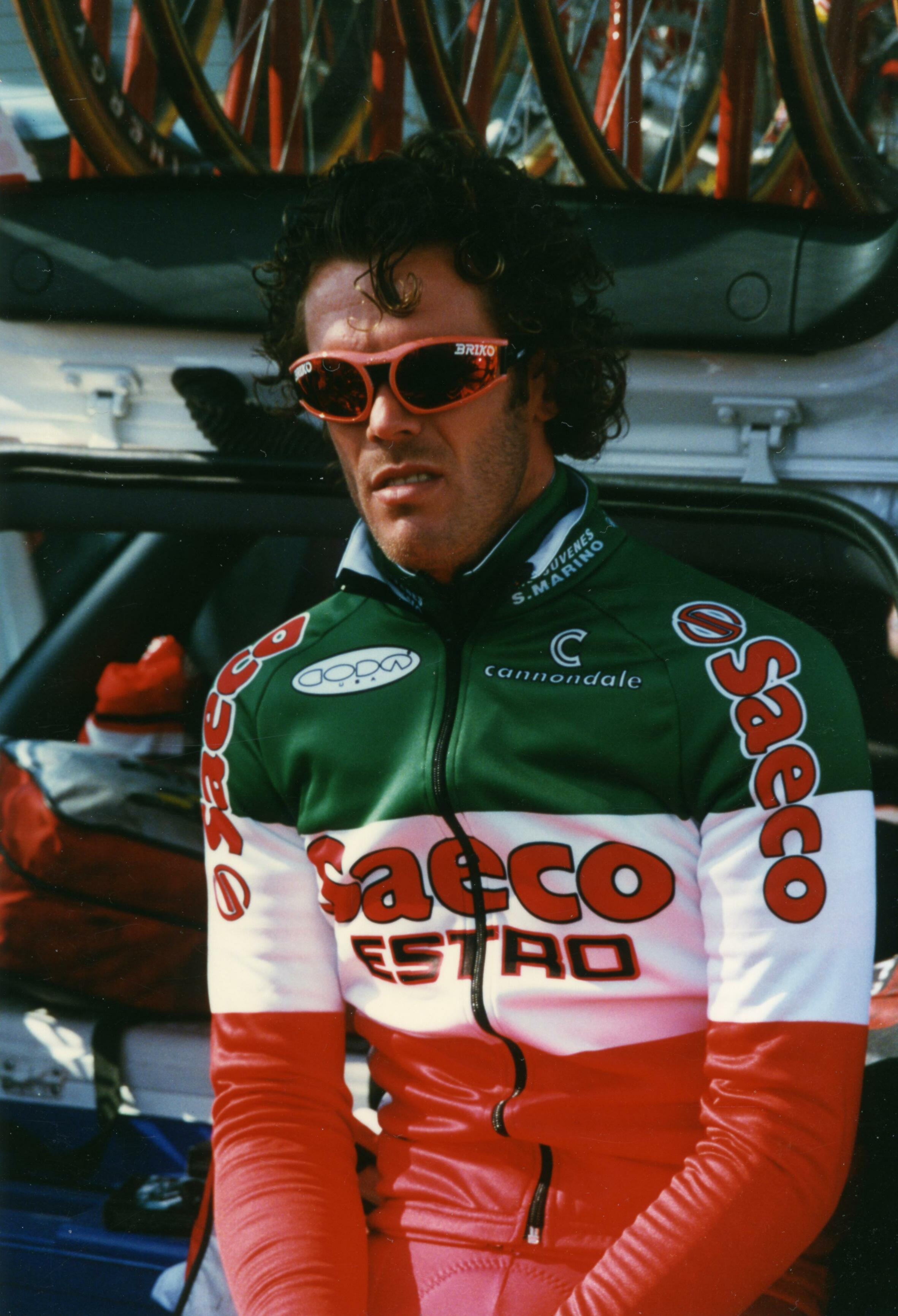
Mario Cipollini in maglia tricolore per la Saeco alla Parigi-Nizza 1997

Nel 2002 Cipollini e Savoldelli cambiarono squadra, e Saeco decise di rinforzarsi con gli arrivi di Gilberto Simoni e Danilo Di Luca, vincitori l'anno prima di Giro d'Italia e Giro di Lombardia rispettivamente. I risultati non furono subito quelli sperati, nonostante alcune vittorie di Di Luca; al Giro d'Italia 2002 Simoni vinse infatti una tappa, ma fu poi escluso per una positività all'antidoping riscontrata il mese precedente. Il trentino si rifece l'anno seguente conquistando tre tappe del Giro, la classifica finale (con più di 7 minuti sul secondo, Stefano Garzelli) e la classifica a punti della corsa; nello stesso anno Igor Astarloa vinse la Freccia Vallone e, in maglia spagnola, il titolo mondiale in Canada, e la squadra si impose nella graduatoria finale di Coppa del mondo. Il 2004 della Saeco vide invece assoluto protagonista il ventiduenne Damiano Cunego, passato professionista solo due anni prima. Cunego vinse infatti il Giro del Trentino e, pur partendo come gregario di Simoni al Giro d'Italia, seppe scalzarlo nelle gerarchie, aggiudicandosi a sorpresa quattro tappe e la classifica finale della "Corsa rosa"; concluse infine la stagione con la vittoria al Giro di Lombardia.
Con l'introduzione dell'UCI ProTour, la Saeco fu sciolta a fine 2004, dopo sedici anni di attività, e fusa con il gruppo sportivo Lampre; la neocostituita Lampre-Caffita poté così entrare nel novero delle venti squadre iscritte per il 2005 al nuovo circuito mondiale.

## Cronistoria

### Annuario
| Anno | Codice | Nome                                                         | Cat. | Biciclette | Dirigenza                                                                                                |
| ---- | ------ | ------------------------------------------------------------ | ---- | ---------- | --- |
| 1989 | -      | Verynet-FNT-Juvenes San Marino                               | Pro  | Colnago    | Dir. sportivi: Piero Bini, Alberto Cappeletti, Olivano Locatelli                                         |
| 1990 | -      | Gis Gelati-Benotto                                           | Pro  | Benotto    | Dir. sportivi: Piero Bini, Palmo Marino Berardi, Palmiro Masciarelli                                     |
| 1991 | -      | Gis Gelati-Ballan                                            | Pro  | Benotto    | Dir. sportivi: Piero Bini, Palmo Marino Berardi, Palmiro Masciarelli, Antonio Salutini                   |
| 1992 | -      | Mercatone Uno-Zucchini-Medeghini                             | Pro  | Pinarello  | Dir. sportivi: Franco Gini, Palmo Marino Berardi, Flavio Miozzo, Antonio Salutini                        |
| 1993 | MER    | Mercatone Uno-Zucchini-Medeghini                             | Pro  | Pinarello  | Dir. sportivi: Franco Gini, Palmo Marino Berardi, Antonio Salutini, Primo Franchini, Bruno Vicino        |
| 1994 | MER    | Mercatone Uno-Medeghini                                      | -    | Pinarello  | Dir. sportivi: Franco Gini, Palmo Marino Berardi, Antonio Salutini, Primo Franchini, Olivano Locatelli   |
| 1995 | MER    | Mercatone Uno-Saeco                                          | -    | Pinarello  | Manager: Franco Gini Dir. sportivi: Antonio Salutini, Olivano Locatelli, Franco Chioccioli, Bruno Vicino |
| 1996 | SAE    | Saeco-Estro-A.S. Juvenes San Marino                          | GSI  | Moser      | Manager: Franco Gini Dir. sportivi: Antonio Salutini, Olivano Locatelli, Franco Chioccioli, Bruno Vicino |
| 1997 | SAE    | Saeco-Estro                                                  | GSI  | Cannondale | Manager: Claudio Corti Dir. sportivi: Antonio Salutini, Franco Chioccioli, Bruno Vicino                  |
| 1998 | SAE    | Saeco-Cannondale                                             | GSI  | Cannondale | Manager: Claudio Corti Dir. sportivi: Antonio Salutini, Guido Bontempi, Bruno Vicino                     |
| 1999 | SAE    | Saeco-Cannondale                                             | GSI  | Cannondale | Manager: Claudio Corti Dir. sportivi: Antonio Salutini, Guido Bontempi, Bruno Vicino                     |
| 2000 | SAE    | Saeco-Valli & Valli                                          | GSI  | Cannondale | Manager: Claudio Corti Dir. sportivi: Antonio Salutini, Guido Bontempi, Bruno Vicino                     |
| 2001 | SAE    | Saeco                                                        | GSI  | Cannondale | Manager: Claudio Corti Dir. sportivi: Antonio Salutini, Guido Bontempi, Bruno Vicino                     |
| 2002 | SAE    | Saeco-Longoni Sport                                          | GSI  | Cannondale | Manager: Claudio Corti Dir. sportivi: Guido Bontempi, Bruno Vicino, Flavio Miozzo, Giuseppe Martinelli   |
| 2003 | SAE    | Saeco-Longoni Sport (fino al 1º aprile) Saeco (dal 2 aprile) | GSI  | Cannondale | Manager: Claudio Corti Dir. sportivi: Guido Bontempi, Bruno Vicino, Flavio Miozzo, Giuseppe Martinelli   |
| 2004 | SAE    | Saeco                                                        | GSI  | Cannondale | Manager: Claudio Corti Dir. sportivi: Guido Bontempi, Bruno Vicino, Flavio Miozzo, Giuseppe Martinelli   |

### Classifiche UCI
| Anno | Classifica | Pos. | Migliore cl. individuale  |
| ---- | ---------- | ---- | ------------------------- |
| 1995 | -          | 6º   | Francesco Casagrande (9º) |
| 1996 | -          | 13º  | Francesco Casagrande (1º) |
| 1997 | -          | 5º   | Francesco Casagrande (8º) |
| 1998 | -          | 12º  | Leonardo Piepoli (34º)    |
| 1999 | GSI        | 7º   | Mario Cipollini (19º)     |
| 2000 | GSI        | 17º  | Laurent Dufaux (31º)      |
| 2001 | GSI        | 18º  | Mario Cipollini (47º)     |
| 2002 | GSI        | 16º  | Danilo Di Luca (13º)      |
| 2003 | GSI        | 4º   | Gilberto Simoni (4º)      |
| 2004 | GSI        | 4º   | Damiano Cunego (1º)       |

## Palmarès

### Grandi Giri
- Giro d'Italia

Partecipazioni: 15 (1990, 1991, 1992, 1993, 1994, 1995, 1996, 1997, 1998, 1999, 2000, 2001, 2002, 2003, 2004)
Vittorie di tappa: 44
1991: 1 (Silvio Martinello)
1993: 3 (3 Adriano Baffi)
1994: 1 (Michele Bartoli)
1995: 2 (2 Mario Cipollini)
1996: 5 (4 Mario Cipollini, Silvio Martinello)
1997: 6 (5 Mario Cipollini, Ivan Gotti)
1998: 6 (4 Mario Cipollini, 2 Gian Matteo Fagnini)
1999: 5 (4 Mario Cipollini, Paolo Savoldelli)
2000: 2 (Mario Cipollini, Biagio Conte)
2001: 4 (4 Mario Cipollini)
2002: 1 (Gilberto Simoni)
2003: 3 (3 Gilberto Simoni)
2004: 5 (4 Damiano Cunego, Gilberto Simoni)
Vittorie finali: 3
1997 (Ivan Gotti)
2003 (Gilberto Simoni)
2004 (Damiano Cunego)
Altre classifiche: 4
1993: Punti (Adriano Baffi)
1997: Punti (Mario Cipollini)
1998: Intergiro (Gian Matteo Fagnini)
2003: Punti (Gilberto Simoni)
- Tour de France

Partecipazioni: 9 (1994, 1995, 1996, 1997, 1998, 1999, 2000, 2003, 2004)
Vittorie di tappa: 15
1994: 1 (Eros Poli)
1995: 2 (2 Mario Cipollini)
1996: 1 (Mario Cipollini)
1997: 2 (2 Mario Cipollini)
1998: 2 (2 Mario Cipollini)
1999: 5 (4 Mario Cipollini, Salvatore Commesso)
2000: 1 (Salvatore Commesso)
2003: 1 (Gilberto Simoni)
Vittorie finali: 0
Altre classifiche: 0
- Vuelta a España

Partecipazioni: 13 (1992, 1993, 1994, 1995, 1996, 1997, 1998, 1999, 2000, 2001, 2002, 2003, 2004)
Vittorie di tappa: 3
1992: 1 (Enrico Zaina)
1994: 1 (Simone Biasci)
2002: 1 (Danilo Di Luca)
Vittorie finali: 0
Altre classifiche: 0

### Classiche monumento
- Giro di Lombardia: 1

2004 (Damiano Cunego)

### Campionati nazionali
Strada
- Campionati italiani: 4

In linea: 1996 (Mario Cipollini); 1999, 2002 (Salvatore Commesso)
Cronometro: 1995 (Massimiliano Lelli)
- Campionati moldavi: 4

In linea: 1999 (Igor Pugaci)
Cronometro: 1999, 2000, 2001 (Igor Pugaci)
- Campionati svizzeri: 1

In linea: 1999 (Armin Meier)
Pista
- Campionati italiani: 6

Madison: 1995, 1996 (Silvio Martinello)
Corsa a punti: 1991, 1995, 1996, 1997 (Silvio Martinello)